# Coup de boule (chanson)
Pour les articles homonymes, voir Coup de boule.
Coup de boule est une chanson single écrite et interprétée par les frères Sébastien et Emmanuel Lipszyc, qui dirigent un label s'appelant La Plage Records, ainsi que Franck Lascombes, devenant un tube de l'été 2006.
Dans un style soca, la chanson parodie Zidane y va marquer en se moquant de la performance de l'équipe française de football pendant la finale de la Coupe du monde 2006, en particulier du coup de tête de Zidane contre Marco Materazzi.
La chanson a été écrite et enregistrée en une demi-heure[réf. nécessaire] le 10 juillet 2006, un jour après la finale de la coupe du monde. Les frères Lipszyc et Franck Lascombes avaient envoyé la chanson, pour la blague, à une cinquantaine d'amis par email, et elle fut jouée par Skyrock quelques heures plus tard.[réf. nécessaire]
Le clip fut ensuite tourné au stade Sébastien Charléty à Paris.
Le 12 juillet, Warner Music gagne le droit de mettre la chanson sous licence. Elle sort sous la forme d'un CD single le 20 juillet et devient n°1 des ventes françaises le 29 juillet.
Il existe aussi une version espagnole de la chanson[réf. nécessaire].
La chanson a été traduite en 5 langues et s'est vendue à plus de 500 000 exemplaires à travers le monde.

## Formats et liste des pistes
CD single
1. Coup de boule — 2:43
2. Coup de boule (instrumental) — 2:43

International - CD maxi
1. "Coup de boule" — 2:43
2. "Ballo della Capocciata" — 2:43
3. "Zutsuki de Zidana" — 2:43
4. "Cudebul" — 2:43
5. "Coup de boule" (video)

## Certifications et ventes
| Pays     | Certification | Date             | Ventes certifiés | Ventes physique |
| -------- | ------------- | ---------------- | ---------------- | --------------- |
| Belgique | Or            | 2 septembre 2006 | 20,000           |                 |
| France   | Platine       | —                | —                | 333,518         |

## Classement par pays
| Classement (2006)                       | Meilleure position |
| --------------------------------------- | ------------------ |
| Belgique (Wallonie Ultratop 50 Dance)   | 21                 |
| Belgique (Wallonie Ultratop 50 Singles) | 1                  |
| Europe Eurochart Hot 100                | 4                  |
| France (SNEP)                           | 1                  |
| Italie (FIMI)                           | 2                  |
| Suisse (Schweizer Hitparade)            | 2                  |

| Classement annuel (2006)                | Meilleure position |
| --------------------------------------- | ------------------ |
| Belgique (Wallonie Ultratop 50 Singles) | 2                  |
| France (SNEP)                           | 3                  |